# غرطر كبير
غرطر كبير (الاسم العلمي:Thamnophis gigas) (بالإنجليزية: giant garter snake )‏ هو نوع من الزواحف يتبع جنس الغرطر من فصيلة الأحناش.